# Tai Sheung Tok
Tai Sheung Tok är ett berg i Hongkong (Kina). Det ligger i den nordöstra delen av Hongkong. Toppen på Tai Sheung Tok är 205 meter över havet.
Terrängen runt Tai Sheung Tok är lite kuperad. Havet är nära Tai Sheung Tok österut.  Centrala Hongkong ligger 9,4 km sydväst om Tai Sheung Tok. I omgivningarna runt Tai Sheung Tok växer i huvudsak städsegrön lövskog.